# Група кубика Рубіка

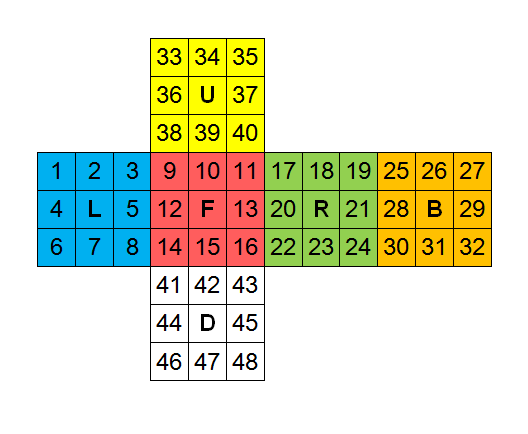
Розгортка кубика Рубіка. Кожному з поворотів граней відповідає елемент групи S_{48}.

Група кубика Рубіка — підгрупа симетричної групи S48, елементи якої відповідають рухам кубика Рубіка. Під рухом йдеться про поворот однієї з граней або послідовність таких поворотів.

## Визначення
У 3×3×3 кубика 6 граней по 9 етикеток, але центральні етикетки граней при будь-яких рухах залишаються на своїх місцях.
Позначимо центри граней літерами {\displaystyle \{L,F,R,B,U,D\}} (див. малюнок), а інші етикетки  — числами від 1 до 48.
Тепер поворотам відповідних граней на 90° за годинниковою стрілкою ми можемо зіставити елементи симетричної групи {\displaystyle S_{48}} етикеток кубика Рубіка, які не є центрами граней:
{\displaystyle L=(1,3,8,6)(2,5,7,4)(33,9,41,32)(36,12,44,29)(38,14,46,27)}
{\displaystyle F=(9,11,16,14)(10,13,15,12)(38,17,43,8)(39,20,42,5)(40,22,41,3)}
{\displaystyle R=(17,19,24,22)(18,21,23,20)(48,16,40,25)(45,13,37,28)(43,11,35,30)}
{\displaystyle B=(25,27,32,30)(26,29,31,28)(19,33,6,48)(21,34,4,47)(24,35,1,46)}
{\displaystyle U=(33,35,40,38)(34,37,39,36)(25,17,9,1)(26,18,10,2)(27,19,11,3)}
{\displaystyle D=(41,43,48,46)(42,45,47,44)(6,14,22,30)(7,15,23,31)(8,16,24,32)}
Тоді група кубика Рубіка {\displaystyle G} визначається як підгрупа {\displaystyle S_{48}}, породжена поворотами шести граней на 90°: 
{\displaystyle G=\langle L,F,R,B,U,D\rangle }

## Властивості
Порядок групи {\displaystyle G} дорівнює
{\displaystyle |G|={\dfrac {8!\cdot 12!\cdot 3^{8-1}\cdot 2^{12-1}}{2}}=43\ 252\ 003\ 274\ 489\ 856\ 000=2^{27}\cdot 3^{14}\cdot 5^{3}\cdot 7^{2}\cdot 11}
Нехай {\displaystyle K_{f}}  — граф Келі групи {\displaystyle G} з 18 утворюючими, які відповідають 18 ходам метрики FTM. 
Кожна з {\displaystyle 4{,}32\cdot 10^{19}} конфігурацій може бути вирішена не більше ніж за 20 ходів FTM. Іншими словами, ексцентриситет вершини графу {\displaystyle K_{f}}, яка відповідає «зібраному» стану головоломки, дорівнює 20. 
Діаметр графу {\displaystyle K_{f}} також дорівнює 20.
Найбільший порядок елемента в {\displaystyle G} дорівнює 1260. Наприклад, послідовність ходів {\displaystyle (R\ U^{2}\ D^{\prime }\ B\ D^{\prime })} необхідно повторити 1260 разів, перш ніж кубик Рубіка повернеться до початкового стану. 
{\displaystyle G} не є абелевою групою, оскільки, наприклад, {\displaystyle FR\neq RF}. Іншими словами, не всі пари поворотів комутують.

## Підгрупи

### Група квадратів
Група квадратів (square group)  — підгрупа групи {\displaystyle G}, породжувана поворотами граней на 180°:
{\displaystyle G_{sq}=\langle L^{2},F^{2},R^{2},B^{2},U^{2},D^{2}\rangle }
Порядок групи квадратів дорівнює 663 552. 
Група квадратів використовується в алгоритмі Тістлетуейта, за допомогою якого вдалося довести достатність 45 ходів для складання кубика Рубика. 

### Центр групи
Центр групи складається з елементів, що комутують з кожним елементом групи. Центр групи кубика Рубіка складається з двох елементів: тотожна перестановка та суперфліп.

## Супергрупа кубика Рубіка
Етикетки, що знаходяться в центрах граней кубика Рубіка, не переміщаються, але повертаються. На звичайному кубику Рубіка орієнтація центрів граней невидима. 
Група всіх рухів кубика Рубіка з видимими орієнтаціями центрів граней називається супергрупою кубика Рубика. Вона в {\displaystyle {\dfrac {4^{6}}{2}}=2048} разів більше групи {\displaystyle G}. 

## Гамільтонів цикл на графі Келі
На графі Келі {\displaystyle K_{q}} групи {\displaystyle G} з 12 утворюючими, які відповідають ходам метрики QTM, існує гамільтонів цикл. Знайдений цикл використовує повороти лише 5 з 6 граней. 
Існує відповідна гіпотеза Ласло Ловаса для довільного графа Келі.